# Škoda 440

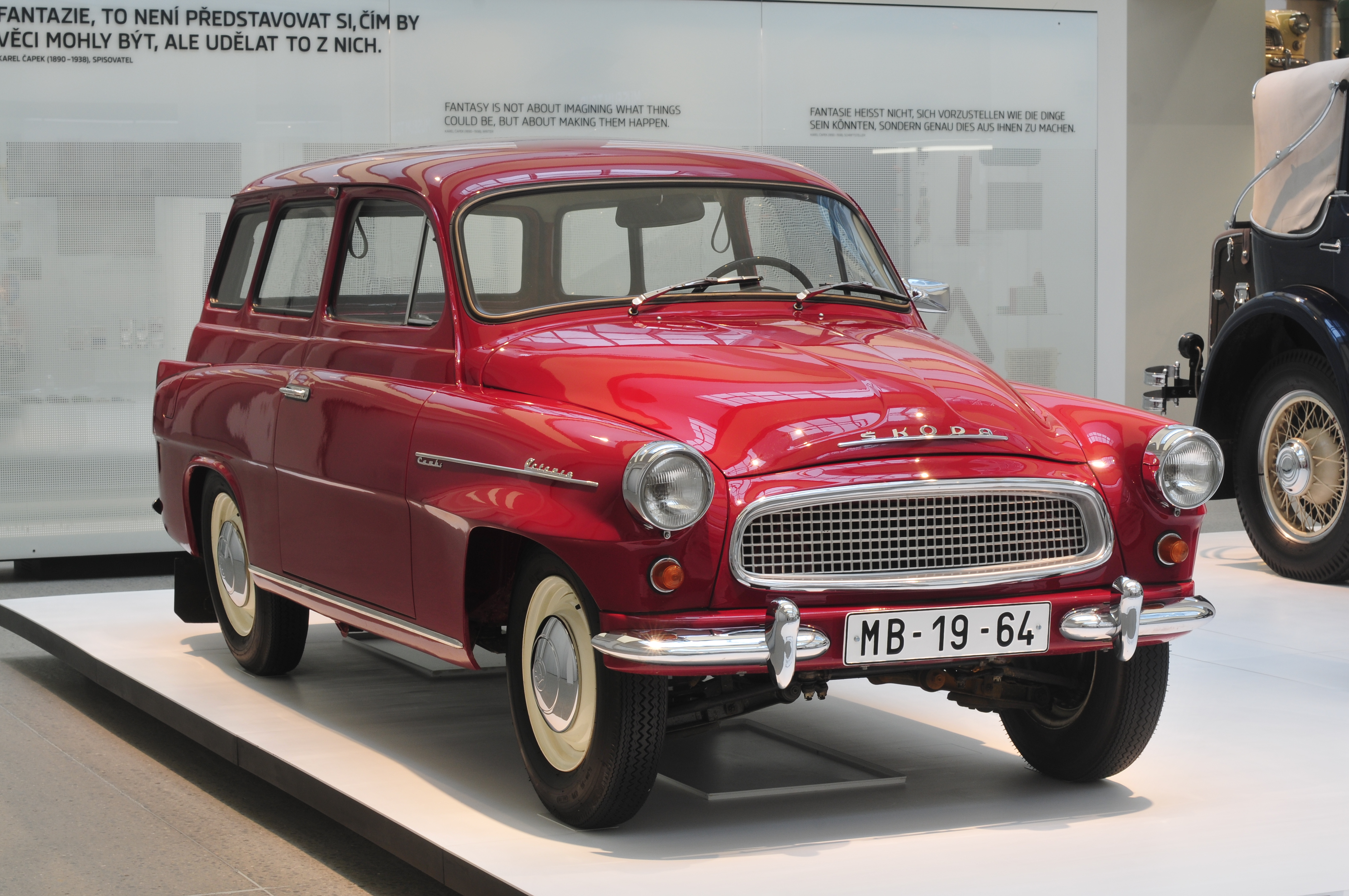

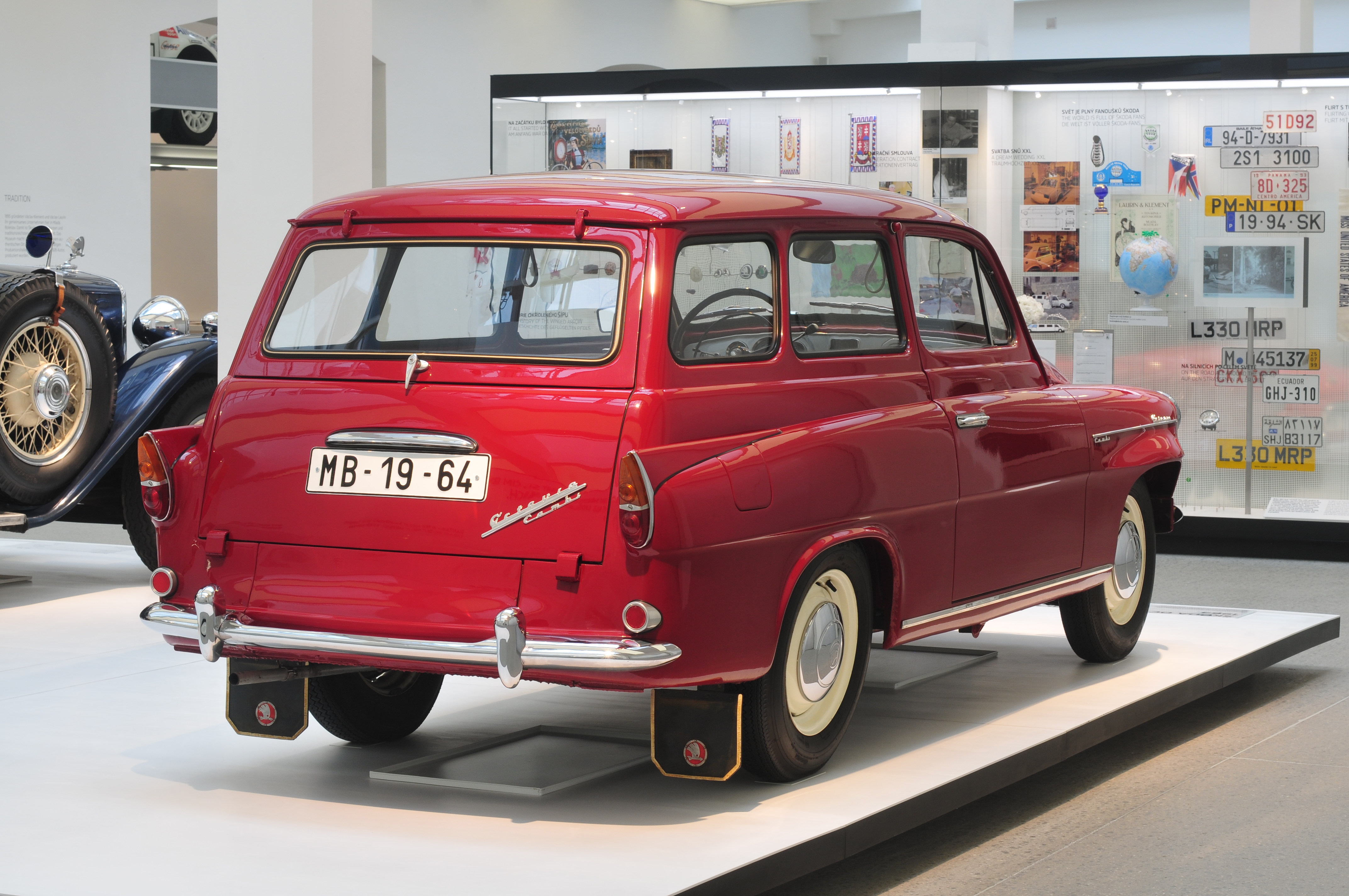

La Škoda 440 est une berline moyenne lancée en 1955 par le constructeur automobile tchécoslovaque AZNP. Déclinée en deux carrosseries (berline deux portes et cabriolet 2+2), la 440 a été produite jusqu’en 1959.

## Histoire

### Enfin une voiture pour le peuple?
Au début des années 1950, la gamme Škoda est uniquement composée de la berline et du break 1200, qui viennent de remplacer la vieillissante 1102, elle-même largement issue de la Popular d’avant-guerre.
Bien que ce terme soit banni dans les Républiques populaires du bloc de l’Est, il apparaît clairement que les automobiles de Mlada Boleslav se sont embourgeoisées : plus imposantes, plus confortables, mieux équipées…mais aussi plus lourdes, et surtout plus chères.
A l’heure où l’Europe de l’Ouest accède massivement à l’automobile grâce à des constructeurs comme Citroën (2CV), Renault (4CV), Volkswagen (Coccinelle), Fiat (500 Topolino) ou Morris (Minor), la voiture reste le privilège des cadres du Parti Communiste dans les pays du camp soviétique.
La Tchécoslovaquie ne fait pas exception, et Škoda se penche dès 1953 sur un projet de voiture réellement « populaire » : le programme « Spartak » est né.
Le 19 décembre 1953, l’usine présente aux autorités son premier prototype. Finies les lignes molles de la 1200, place à une carrosserie moderne, parfaitement dans l’air du temps.
Mais sous le capot, on retrouve encore l’antique moteur 1 089 cm3 de 32 ch issu de la 1102, tout comme la boîte de vitesses et le châssis-poutre…
Il faudra attendre le Salon de Bruxelles en janvier 1955 pour voir réapparaître la voiture, mais cette fois sous le nom d’Orlik.
À l’automne 1955, la nouvelle Škoda est enfin commercialisée. Mais elle répond désormais au nom de « 440 », pour 4 cylindres et 40 ch. Néanmoins, les tchécoslovaques la désigneront pendant longtemps sous son nom originel de Spartak.

### La gamme
À l’origine, la 440 se présente comme une berline deux portes au style moderne, rappelant un peu la Simca Aronde.
Ses ailes marquées et sa calandre « à moustaches » un brin surchargée ne manquent pas de personnalité, et la 440 donne un sacré coup de vieux à la 1201, pourtant sortie la même année, qui vient de remplacer la 1200.
La gamme s’élargit en 1957, avec l’apparition de la 445, équipée d’un moteur de 1 221 cm3 issu de la 1200, puis d’un joli cabriolet 2+2, la 450, qui se distingue par sa calandre grillagée et son carburateur double-corps lui permettant d’atteindre une puissance de 50 ch.

### L’avis de Claude Vogel, del’Automobile
Dans son numéro 142 de février 1958, le magazine français « L’Automobile » présente à ses lecteurs un essai de la 440, réalisé par Claude Vogel.
Celui-ci semble satisfait de la berline tchèque, qu’il qualifie de « rustique, sobre et endurante ». Conçue pour résister aux mauvaises routes d’Europe de l’est, la Škoda traverse sans encombre les sous-bois, passe à travers champs et emprunte sans broncher les chemins forestiers. Claude Vogel la considère comme « une sorte d’animal domestique qui accomplit sa tâche sans jamais renâcler », et évoque finalement une « voiture sympathique ».
Quant aux performances, les mesures effectuées sur l’autodrome de Montlhéry signalent une vitesse de pointe de 122 km/h et un 0 à 80 km/h effectué en 17 secondes.

### Le bilan
Réservée en priorité à l’exportation et produite à des cadences relativement peu élevées, la 440 reste de plus financièrement hors de portée pour le citoyen tchécoslovaque, contrairement à ce qui avait été promis lors du lancement.
En 1959, Škoda dévoile l’Octavia à l’occasion du Salon de Genève. Peu différente à l’extérieur, la nouvelle voiture adopte désormais des solutions techniques plus modernes.
Au total, Škoda aura produit 75 417 exemplaires de la 440, 9375 de la 445, et seulement 1010 de la 450, désormais remplacée par la Felicia.

## Galerie

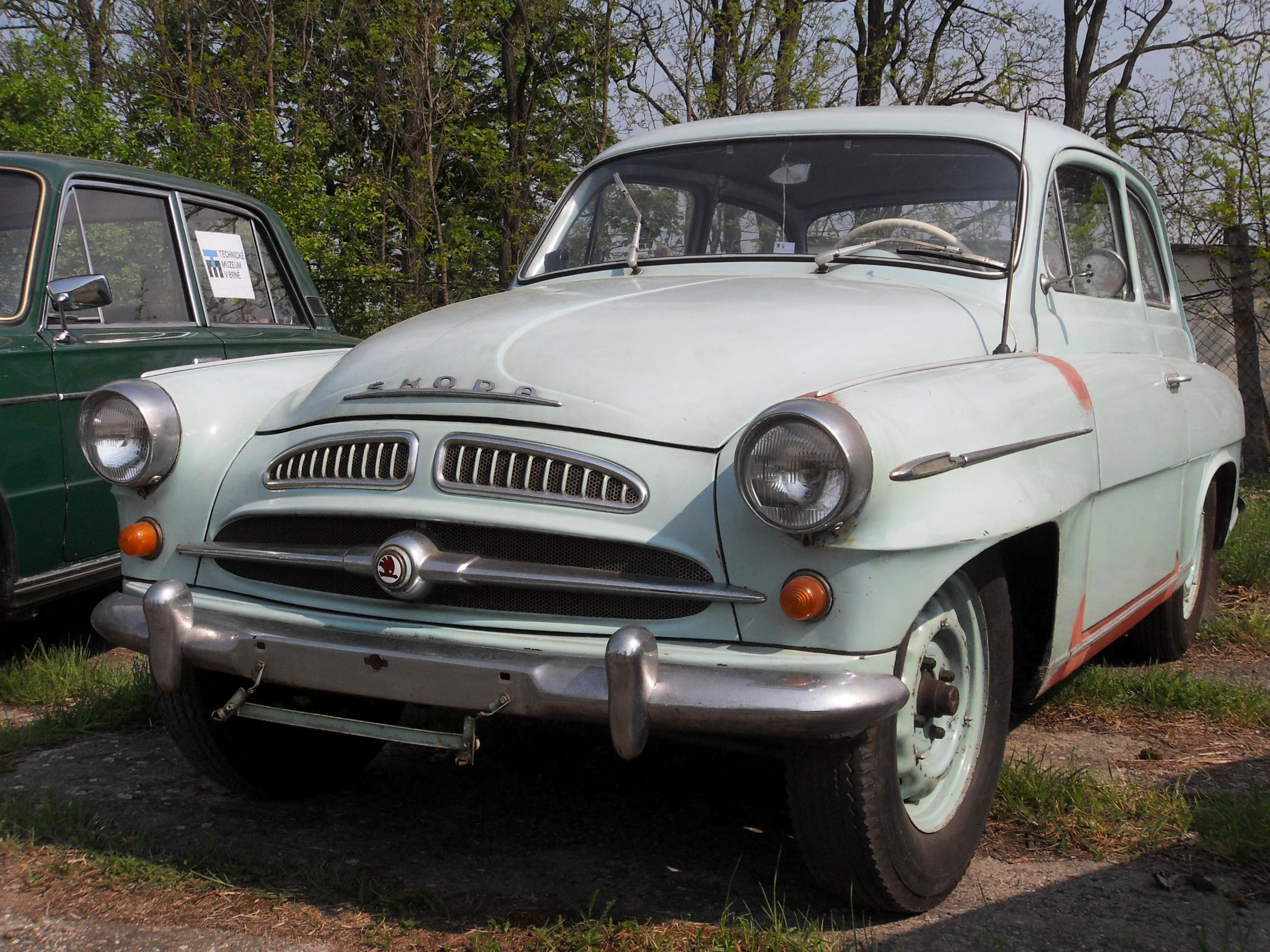
Škoda 440.
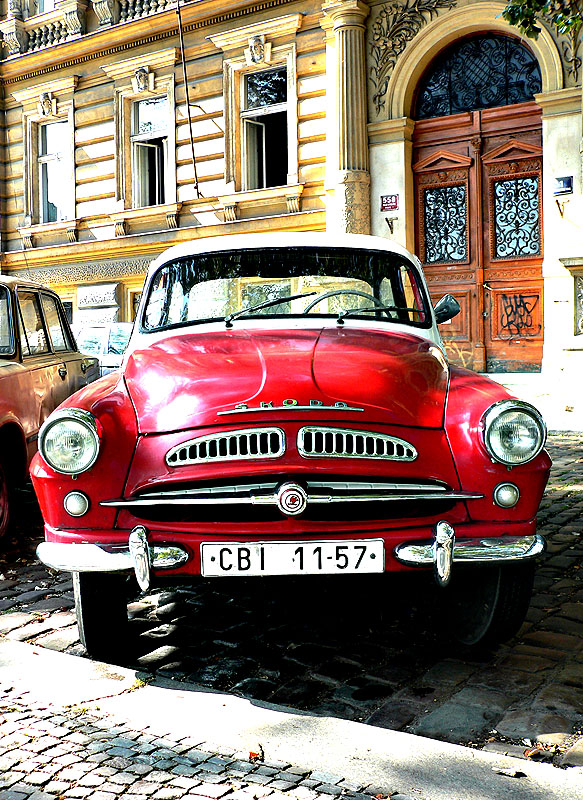
Škoda 440.
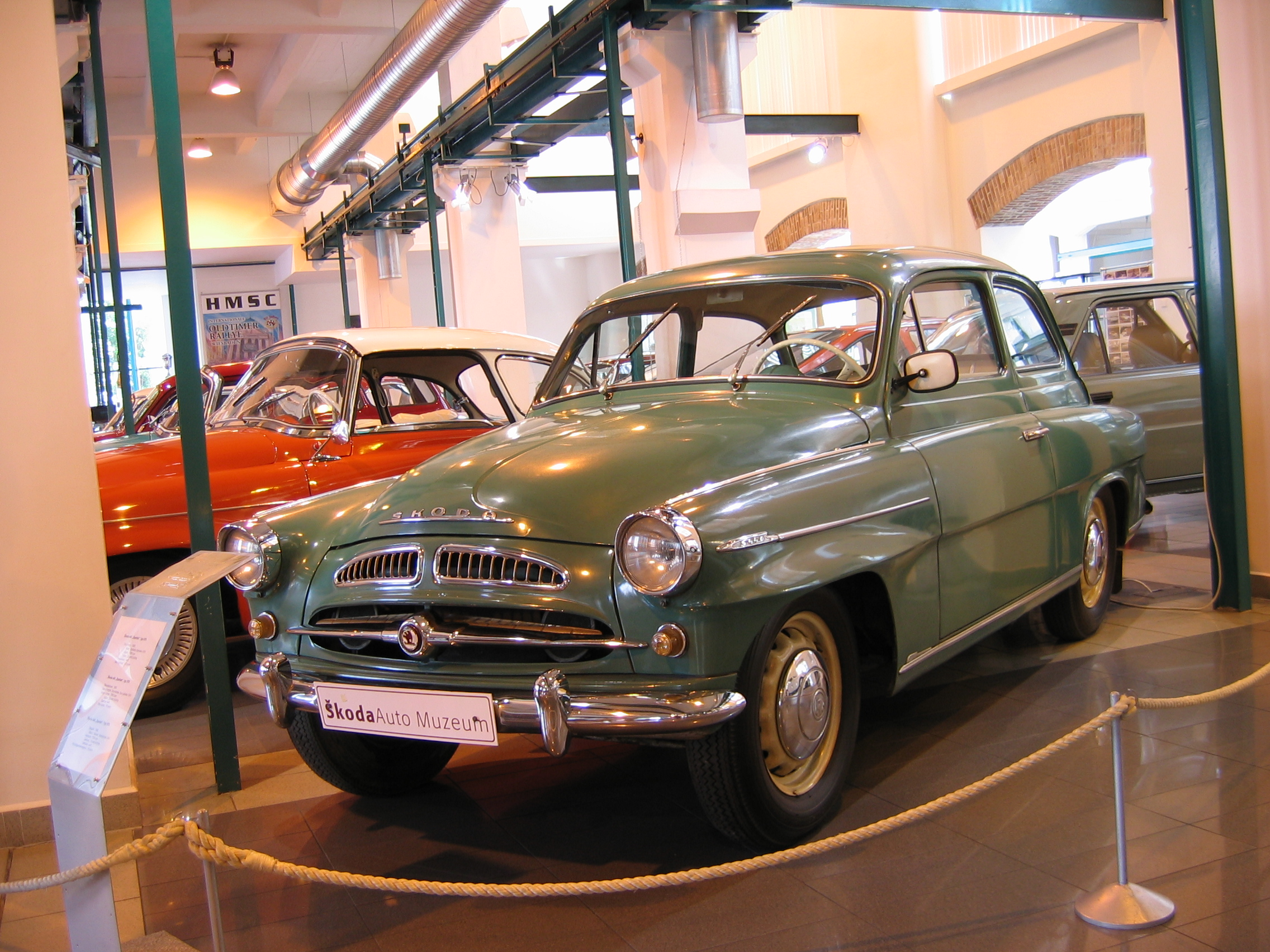
Une 440 exposée au Musée Škoda à Mlada Boleslav.
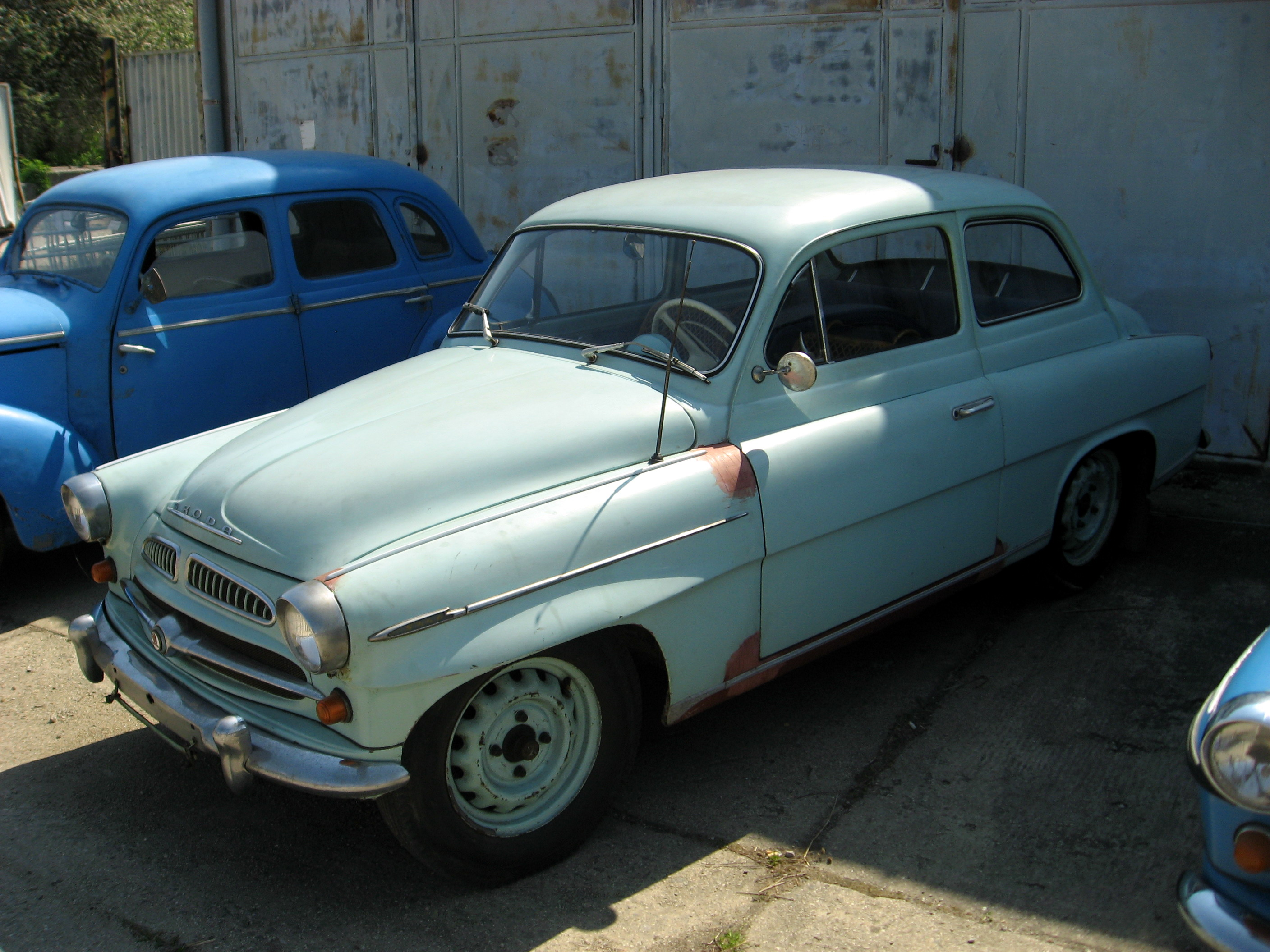
Škoda 440.
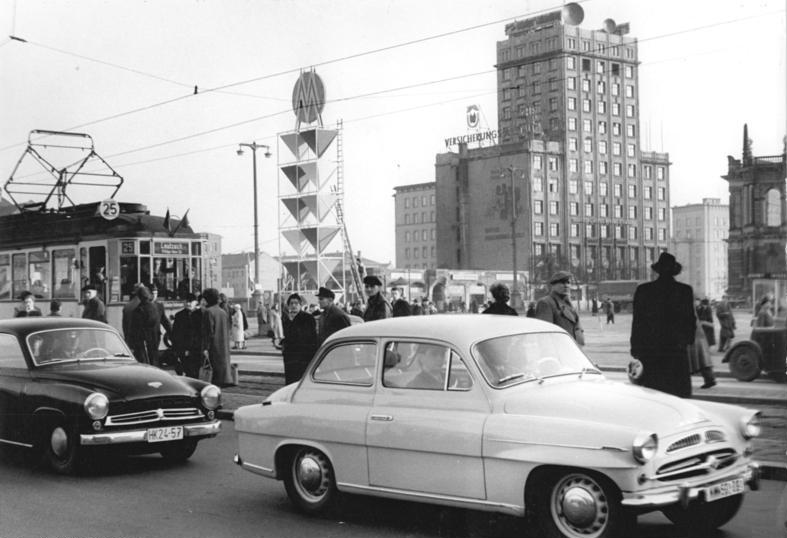
Škoda 440 à Leipzig en 1957.
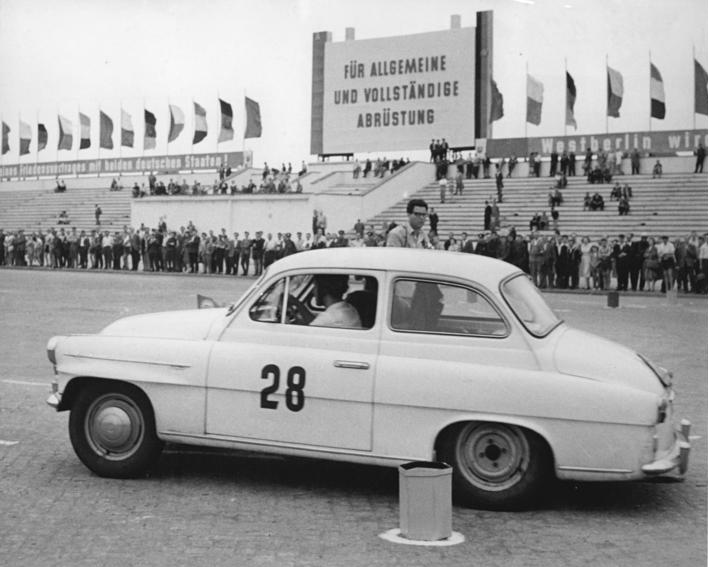
Škoda 440 participant à une course Prague-Moscou en 1960
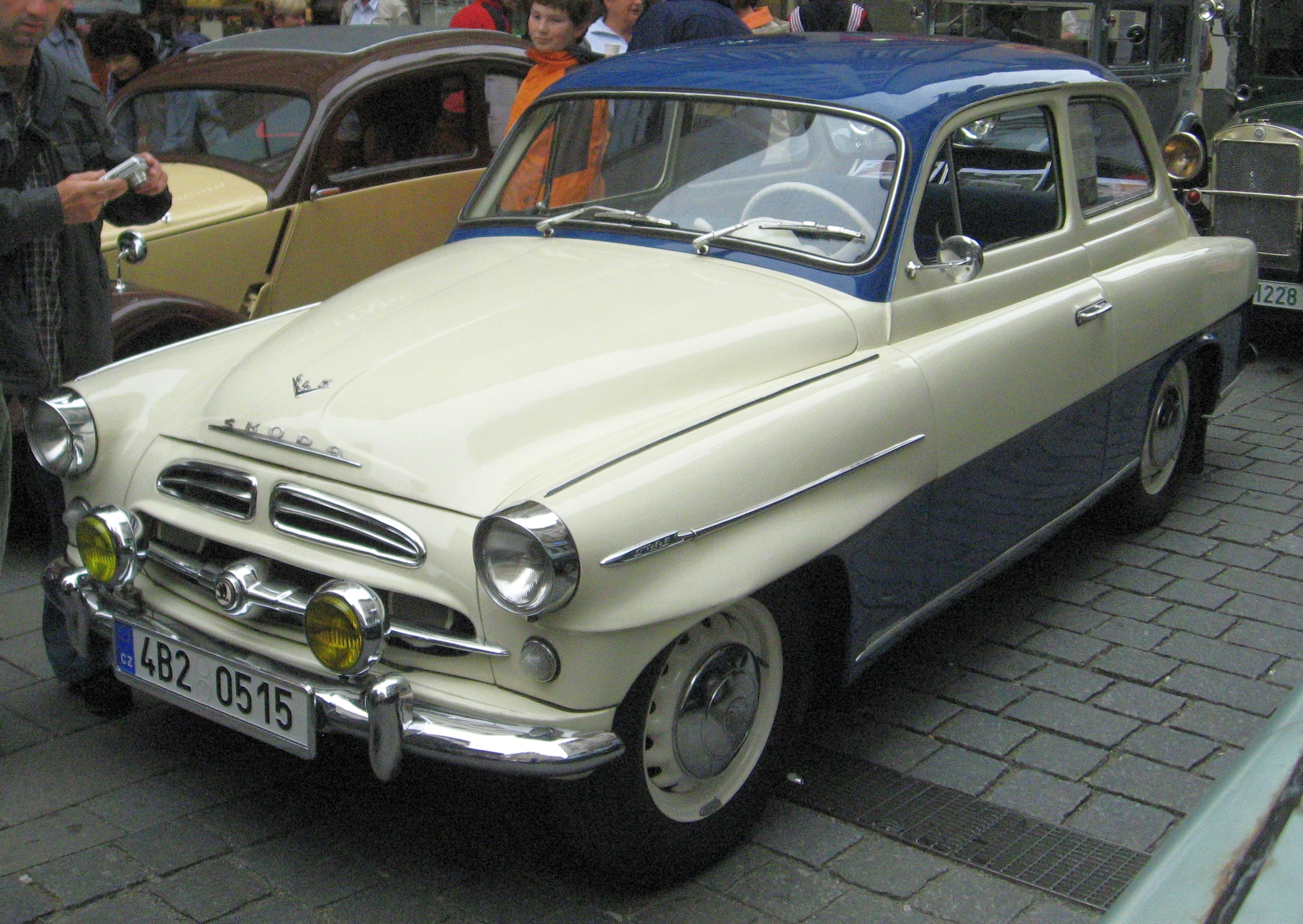
Škoda 445.
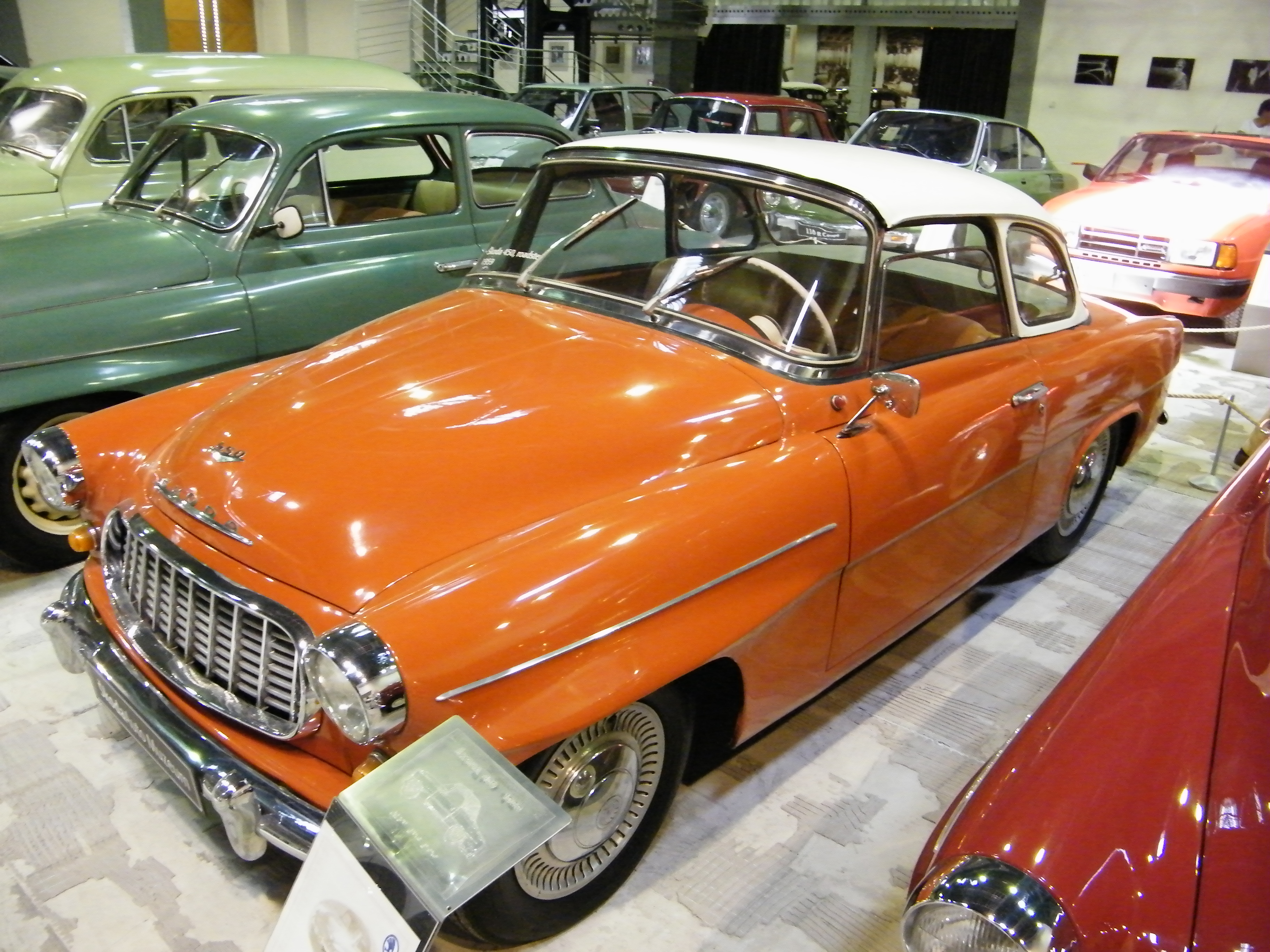
Une 450 exposée au Musée Škoda.

## Sources
- Bernard Vermeylen, Voitures des pays de l'Est, Boulogne-Billancourt, ETAI, 2008, 239 p. (ISBN 9782726888087, OCLC 470767381)